# Taveuni
Taveuni es una isla de Fiyi, situada en la División Norte. Por extensión, es la tercera del archipiélago, después de Viti Levu y de Vanua Levu. Tiene un área total de 434 km². Tiene cerca de 9000 habitantes, de los cuales cerca de 75 % son indígenas fiyianos, según el censo de 1996. Por su abundante flora se le conoce como la «isla jardín de Fiyi». Es un importante destino turístico.

## Geografía
Taveuni es una isla volcánica situada al norte del mar de Koro. Está separada de Vanua Levu por el estrecho de Somosomo. La isla, de 10,5 km de ancho y 42 km de largo, es un volcán en escudo que se eleva desde el lecho del océano Pacífico. De hecho, cuenta con cerca de ciento cincuenta conos volcánicos, incluyendo el Uluigalau, que con 1241 m s. n. m. es el mayor pico de la isla y el segundo a escala nacional, y el Pico Des Vœux, con 1195 m s. n. m. Se han registrado 58 erupciones volcánicas desde la llegada de los humanos entre el siglo X y el siglo VIII a. C., que han afectado sus dos tercios meridionales. En efecto, entre el 300 y el 500 a. C. ocasionaron el abandono de la parte sur hasta el 1100. Hubo otra importante erupción con lava en 1550.
Taveuni es famosa entre otras por ser atravesada por el meridiano de 180°, conocido por ser la línea internacional de cambio de fecha.